# Catonephele
Catonephele é um gênero, proposto por Jakob Hübner em 1819, de borboletas neotropicais da família Nymphalidae que se alimentam de substâncias vegetais fermentadas provenientes de frutos em decomposição, dos sais minerais em solo úmido ou até mesmo sobre os excrementos de mamíferos; contendo pouco mais de dez espécies distribuídas entre o México e a Argentina. Apresentam forte dimorfismo sexual. Enquanto os machos são dotados, em vista superior, de asas de coloração negra com extensas manchas e faixas fortemente amareladas ou alaranjadas, raramente possuindo manchas azuladas de menor extensão, suas fêmeas as apresentam com pontuações e faixas brancas, às vezes também contendo pequenas ou extensas áreas de coloração avermelhada, nas asas anteriores ou posteriores; ambos os sexos apresentando o verso de suas asas com tonalidades castanhas que lembram folhas secas e servem para camuflar a sua presença nas áreas florestais onde habitam, com envergaduras variando entre 6,5 e 8 centímetros. Sua espécie-tipo é Catonephele acontius, descrita por Lineu, em 1771, com o nome binomial Papilio acontius.
Sobre este gênero, em texto publicado em 1924 por Adalbert Seitz, na página 479 da obra The Macrolepidoptera of the world: a systematic account of all the known Macrolepidoptera e atribuído ao "Prof. Dr. THIEME", também é citado repousando e se alimentando sobre o fermento derramado da cana-de-açúcar que seca ao sol, sendo encontrado tanto em regiões de florestas primárias quanto em florestas secundárias.

## Espécies e distribuição geográfica
- Catonephele acontius (Linnaeus, 1771); distribuída da Amazônia ao Paraguai
- Catonephele numilia (Cramer, 1775); distribuída da América do Norte (México) até a Argentina
- Catonephele antinoe (Godart, [1824]); distribuída na Amazônia
- Catonephele chromis E. Doubleday, [1848]; distribuída da América Central continental (Honduras) até o oeste da Amazônia (Bolívia)
- Catonephele nyctimus (Westwood, 1850); distribuída na Amazônia, com sua localidade tipo descrita como "México"[1][2]
- Catonephele sabrina (Hewitson, 1852);[2] distribuída na região sudeste e norte da região sul do Brasil (Santa Catarina)[1][7]
- Catonephele salacia (Hewitson, 1852); distribuída na Amazônia brasileira
- Catonephele salambria (C. Felder & R. Felder, 1861); distribuída no oeste da Amazônia
- Catonephele orites Stichel, 1899; distribuída da América Central continental (Costa Rica) até o oeste da Amazônia (Equador)
- Catonephele cortesi R. G. Maza, 1982; distribuída na América do Norte (México; localidade tipoː Guerrero)
- Catonephele mexicana Jenkins & R. G. Maza, 1985; distribuída na América do Norte (México; localidade tipoː Oaxaca)[1][2]

## Planta-alimento e descrição das lagartas
Lagartas de Catonephele se alimentam principalmente de plantas da família Euphorbiaceae pertencentes aos gêneros Alchornea e Dalechampia, mas também podem se alimentar de Nectandra (Lauraceae), Citharexylum (Verbenaceae) e Lysiloma (Fabaceae). São espinescentes, esverdeadas e dotadas de um par longos cornos sobre a cabeça.

## Heliconius
Na região andina (Peru) a borboleta Heliconiini da subespécie Heliconius erato microclea Kaye, 1907 (gênero Heliconius) pode ser confundida com espécies do gênero Catonephele devido ao padrão de manchas contido em suas asas anteriores.